# Болано
Болано (итал. Bolano) — коммуна в Италии, располагается в регионе Лигурия, в провинции Ла Специя.
Население составляет 7638 человек (2008 г.), плотность населения составляет 546 чел./км². Занимает площадь 14 км². Почтовый индекс — 19020. Телефонный код — 0187.
Покровителем коммуны почитается святой апостол Пётр, празднование 7 апреля.

## Демография
Динамика населения:

## Администрация коммуны
- Официальный сайт: http://www.comune.bolano.sp.it/